# Beräkningsbiologi
Beräkningsbiologi involverar utveckling och tillämpning av dataanalytiska och teoretiska metoder, matematisk modellering och beräkningssimuleringstekniker för att studera biologiska, beteendemässiga och sociala system. Fältet är brett definierat och omfattas i datalogi, tillämpad matematik, animation, statistik, biokemi, kemi, biofysik, molekylär biologi, genetik, genomik, ekologi, evolution, anatomi, neurovetenskap och visualisering.
Beräkningsbiologi skiljer sig från biologisk beräkning, vilket är ett delområde av datavetenskap och datorteknik som använder bioteknik och biologi för att bygga datorer, men liknar bioinformatik, vilket är en tvärvetenskap som använder datorer för att lagra och bearbeta biologiska data.
Enligt Svensk MeSH anges  Beräkningsbiologi vara synonymt med Bioinformatik och engelskans Computational Biology och begreppet anges vara en undergrupp till både Biologi och Informatik.